# 찰스 다우
찰스 헨리 다우(영어: Charles Henry Dow, 1851년 11월 6일 ~ 1902년 12월 4일)는 미국의 언론인이다. 1882년에는 에드워드 존스와 찰스 버그스트레서와 함께 다우 존스를 설립하였다. 현재 세계에서 가장 영향력 있는 경제 전문지인 월스트리트 저널을 만들었다. 또한 다우존스 지수를 만들었다.

## 생애
찰스 헨리 다우는 1851년 11월 6일 코네티컷주 스털링에서 태어났다. 찰스가 6살 때 농부였던 아버지가 사망했다. 찰스의 가족들은 로드아일랜드에서 그리 멀지 않은 동 코네티컷 힐스에서 살았다. 다우는 교육을 많이 받지도 못했고 경력도 별로 없었지만, 21살 때 매사추세츠에 있는 스프링필드 데일리 리퍼블리컨에서 일자리를 구할 수 있었다.

## 월스트리트에서 일하다
1880년 다우는 사업과 재무 보고서에 뉴욕 시가 적합하다고 느끼고 프로비던스를 떠나 뉴욕으로 향한다.